# Fritz Kuhn (Militärpatrouillenläufer)
Fritz Kuhn (* unbekannt; † unbekannt) war ein Schweizer Militärpatrouillenläufer und Oberleutnant.
Bei den Olympischen Winterspielen 1928 gewann er im Militärpatrouillenlauf, der als Demonstrationswettkampf ausgetragen wurde, zusammen mit Antoine Julen, Hugo Lehner und Otto Furrer die Bronzemedaille.